# Estadio Sheriff
El Stadionul Sheriff es un estadio de fútbol de la ciudad de Tiraspol, capital de Transnistria, Moldavia. El estadio fue inaugurado en julio de 2002, tiene capacidad para 13 000 espectadores y el Sheriff Tiraspol disputa en este estadio sus partidos oficiales como local. El recinto cumple con la normativa UEFA, por lo que también ha sido elegido en varias ocasiones por la selección de Moldavia para disputar partidos internacionales.

## Historia
La construcción del complejo deportivo comenzó el 1 de agosto de 2000, en la zona oeste de las afueras de Tiraspol, en una zona de más de 40 hectáreas. Además del estadio principal, el complejo incluye ocho campos de entrenamiento, viviendas para los futbolistas del primer equipo del FC Sheriff, un hotel de cinco estrellas y una escuela de fútbol para niños.
El estadio fue inaugurado en julio de 2002 y un mes después recibió la visita del presidente de la FIFA Joseph Blatter. El estadio Sheriff cuenta con asientos plegables, videomarcador, vestuarios con capacidad para treinta personas en cada uno y modernos sistemas de drenaje y calefacción en el césped.

## Imágenes

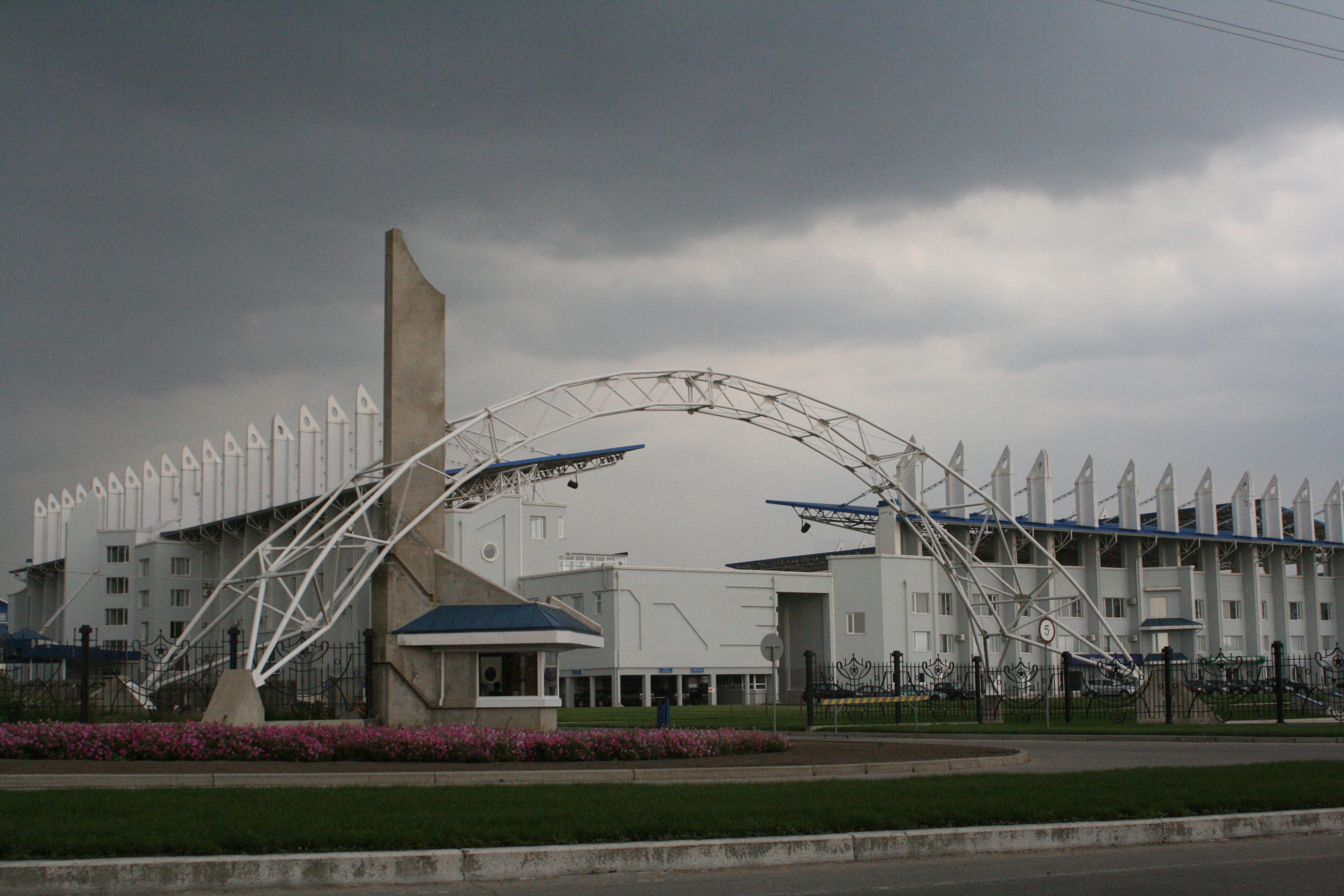
Exterior del Estadio Sheriff en Tiraspol.
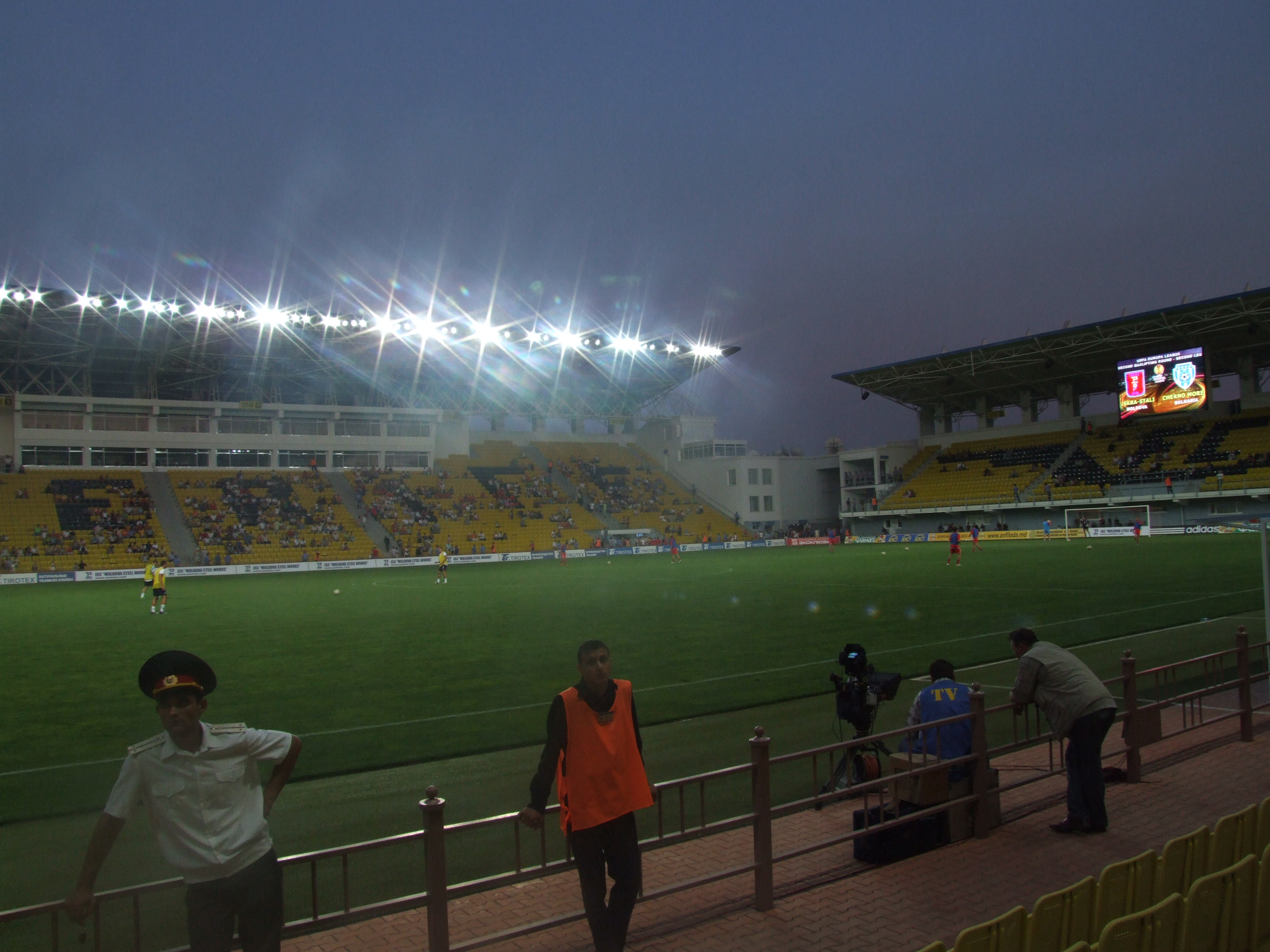
Interior del estadio.
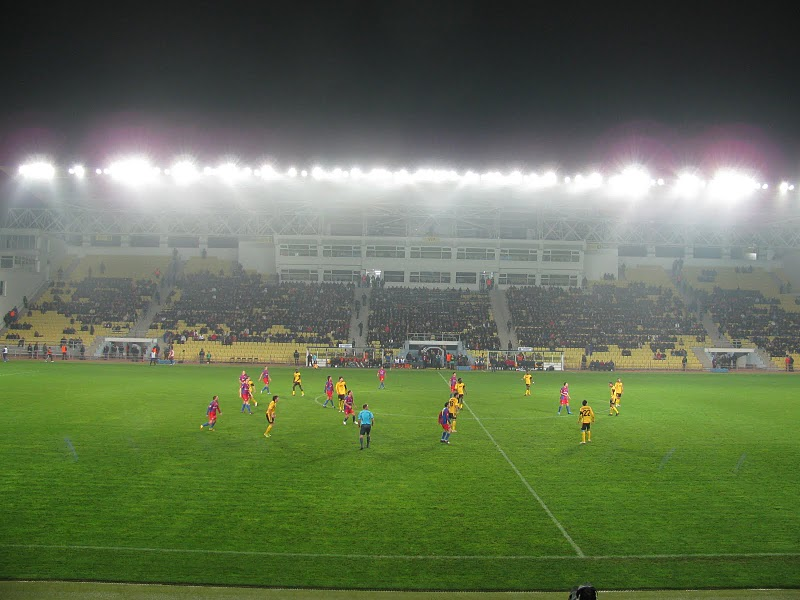
Partido Sheriff-Steaua de la UEFA Europa League.
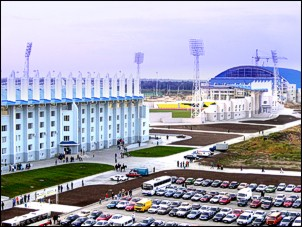
Alrededores del recinto.